# ۲۰ ژوئیه
۲۰ ژوئیه دویست و یکمین (در سال‌های کبیسه دویست و دومین) روز سال در گاه‌شماری میلادی است. ۱۶۴ روز تا پایان سال باقی‌است.

## رویدادها
- ۱۴۲۰ - سپاهیان عثمانی در نبرد آنکارا شکست سختی از قوای تیمور لنگ خوردند.
- ۱۹۴۴ - کودتای ۲۰ ژوئیه: اقدام گروهی از نظامیان آلمانی به رهبری سرهنگ کلاوس فون اشتاوفنبرگ برای ترور آدولف هیتلر و سرنگونی رژیم نازی با شکست مواجه شد.
- ۱۹۶۹ - نیل آرمسترانگ، فضانورد آمریکایی نخستین انسانی شد که بر سطح ماه گام نهاد.
- ۱۹۷۴ - ترکیه بخش شمالی قبرس را به اشغال خود درآورد.
- ۲۰۰۵ - پس از تصویب پارلمان و سنا ازدواج همجنس‌گرایان در کانادا قانونی شد.
- ۲۰۱۱ - گوران هاجیچ، رئیس‌جمهور جمهوری خودخوانده صرب کراینا آخرین متهم به جنایت علیه بشریت در جنگ داخلی یوگسلاوی سابق دستگیر شد.
- ۲۰۱۱ - سازمان ملل متحد برای نخستین بار پس از ۳۰ سال در سومالی اعلام قحطی کرد.
- ۲۰۱۵ - کوبا و ایالات متحده پس از ۵۴ سال مخاصمه و کشمکش روابط کامل دیپلماتیک برقرار کردند.
- ۲۰۱۶ - تایید حکم قصاص با چوبه دار آرمان عبدالعالی ؛ دوست، قاتل و عامل جنایت قتل غزاله شکور در دیوان عالی کشور [۱]

## زادروزها
- ۱۸۲۲ - گرگور مندل، کشیش اتریشی و پدر علم ژنتیک (د. ۱۸۸۴)
- ۱۹۱۹ - ادموند هیلاری، کوهنورد و کاشف نیوزلندی و نخستین فاتح قله اورست

## درگذشت‌ها
- ۱۸۶۶ - برنهارت ریمان، ریاضی‌دان آلمانی
- ۱۹۷۳ - بروس لی، استاد هنرهای رزمی و بازیگر چینی-آمریکایی
- ۲۰۱۷ - چستر بنینگتون، خواننده، آهنگ‌ساز و بازیگر آمریکایی